# قاموس كولينز الإنجليزي

قاموس كولينز الطبعة العاشرة الذكرى السنوية الثلاثون للقاموس

قاموس كولينز الإنجليزي (بالإنجليزية:  Collins English Dictionary)‏ قاموسُ مهمُ مطبوعُ وعلى الإنترنتُ للغةِ الإنجليزيةِ. هو مَنْشُورُ مِن قِبل هاربر كولينز في غلاسكو.
الطبعة الأولى للقاموسِ في 1979، مَع باتريك هانكس كمحرّر ولورانس Urdang كمدير تحريري، يعتبر مَعْلَم في القامويسِ البريطانيِة فهو كَانَ في إسْتِعْماله القوَّةِ الكاملةِ لقواعدِ البيانات و الحاسوبِ في تحضيرِ القاموس. وهذا يعني على سبيل المثال أن يوكل للمحررين نفس الكلمة لتقديم تعريفات منفصلة لها ثم يتم دمج النتائج في نتيجة واحدة

## نسخة الإنترنت
القاموس نُشِرَ على الشبكة في 31 ديسمبر/كانون الأولِ 2011، سويّة مع قواميسِ فرنسي، ألماني، وإسباني
هذا الانطلاقِ سُبِقَ في 2004 بموقع عبارة عن قاموسِ حيِّ على الإنترنتِ حيث يُمْكِنُ لأي أحد أَنْ يَزُو للمُنَاقَشَة واقتراح تعابير جديدةِ لتُضافَ إلى القاموسِ الطبيعيِ. 
شبه رئيسُ تحرير قواميسِ كولينز مشروع القاموسِ الحيِّ مع موسوعةِ ويكيبيديا التي محتوها يتغير من خلال الجمهورِ.